# Winterweg
Een winterweg is een tijdelijke weg in de winter. De winterweg kan uitgegraven worden over land of over bevroren rivieren of meren lopen (dan ook wel ijsweg genoemd) en zorgt voor transportverbindingen tussen geïsoleerde gemeenschappen, die in de zomer niet of op een andere manier (veerpont, boot- of luchtverbinding) met elkaar verbonden zijn. Dergelijke wegen komen veel voor in het noorden van Canada en in grote delen van Rusland (onder andere Hoge Noorden en grote delen van Siberië).
Winterwegen zijn van groot belang voor het vervoer van goederen naar gemeenschappen zonder wegverbindingen in de winter. Met name bulkgoederen zoals bouwmaterialen en zware machines kunnen op deze manier goedkoop worden vervoerd.

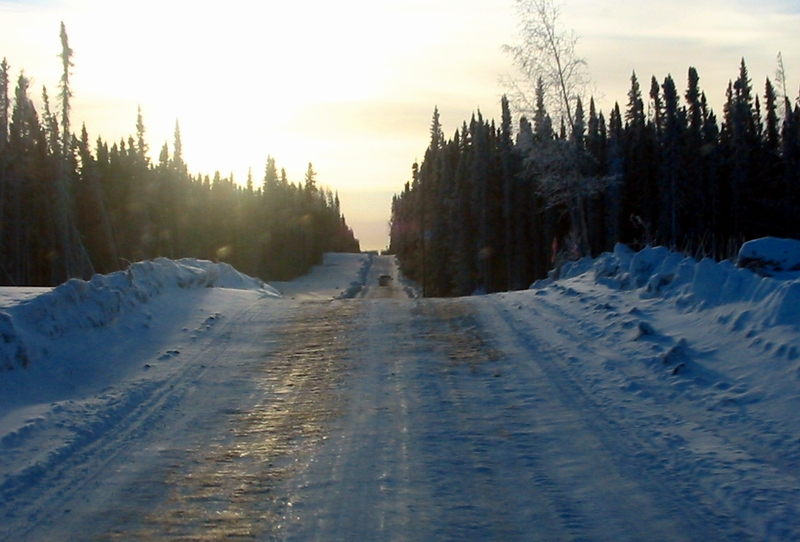
Winterweg in noordelijk Brits-Columbia (Canada)
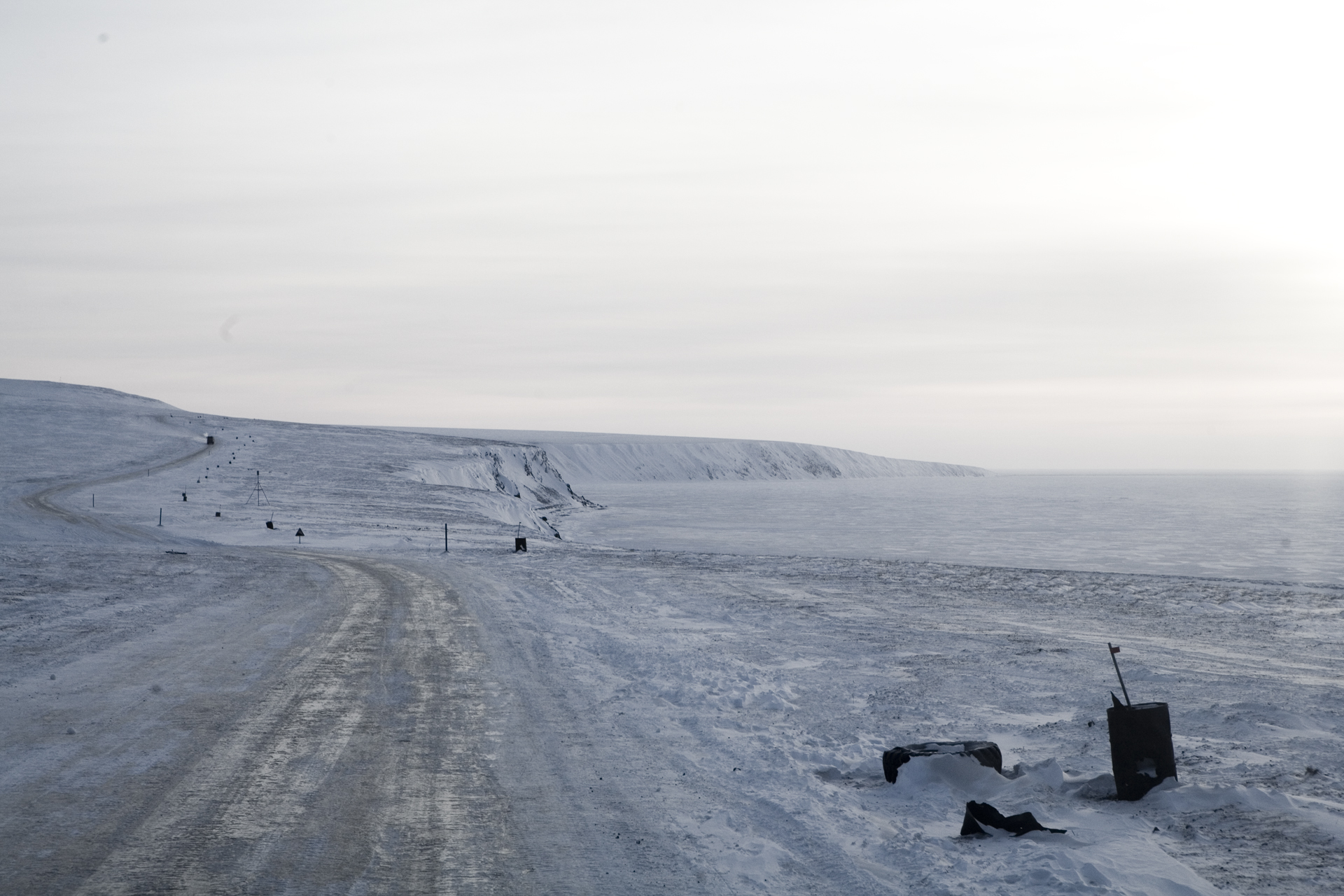
Winterweg langs de Tsjoektsjenzee ten zuiden van Pevek